# Franz Morsey
Franz Morsey, auch Franz von Morsey, Franz Freiherr von Morsey, Franz Adolf Maria Johannes Maximilian von Morsey, Franz Morsey von Hohenbrugg, Franz von Morsey Hohenbrugg oder Franz von Morsey-Hohenbrugg (* 23. Januar 1854 in Krebsburg, Gemeinde Ostercappeln, Niedersachsen; † 3. Januar 1926 in Graz) war Gutsbesitzer und Abgeordneter zum Österreichischen Abgeordnetenhaus.

## Leben
Franz Freiherr von Morsey war Sohn des Besitzers des Herrenhauses Krebsburg William Adolf Freiherr von Morsey (1822–1906). Er besuchte ein Gymnasium in Osnabrück und studierte danach an den Universitäten Graz, Würzburg, Innsbruck und Wien Rechtswissenschaft. Er war ab 1874 Besitzer des Guts Hohenbrugg (heute in der Stadtgemeinde Fehring), das er im Jahr 1925 an seinen Sohn übergab.
Im Jahr 1899 war er Gründungsmitglied des Katholisch-konservativen Bauernvereins für Mittel- und Obersteiermark. Ab 1901 war er Obmann des Aufsichtsrats der Bauernvereinskasse dieses Vereins in Graz.
Er war römisch-katholisch und ab 1886 verheiratet mit Elisabeth Prinzessin Lobkowicz, mit der er 3 Töchter und 3 Söhne hatte, wobei zwei Töchter und ein Sohn jung gestorben sind. Er war Schwager von Ferdinand Prinz Lobkowicz.
Morsey war Kämmerer im Dienst des österreichischen Thronfolgers Franz Ferdinand und im Juni 1914 dessen Reisebegleiter in Sarajevo, wo Franz Ferdinand und dessen Frau am 28. Juni 1914 bei einem Attentat ums Leben kam. Morsey war Absender des Telegrammes, das dem Wiener Hof die »ruchlose« Ermordung des Thronfolgerpaares meldete.

## Politische Funktionen
Franz Freiherr von Morsey war von 1890 bis 1897 und von 1901 bis 1911 Abgeordneter des Abgeordnetenhauses im Reichsrat (VII., VIII., X. und XI. Legislaturperiode).
In der VII. und VIII. Legislaturperiode war im Kronland Steiermark für die Wählerklasse Landgemeinden 5 (Feldbach, Fehring, Fürstenfeld, Kirchbach, Radkersburg, Mureck) zuständig. In der X. Legislaturperiode repräsentierte er für Steiermark die allgemeine Wählerklasse 3 (Feldbach, Fehring, Fürstenfeld, Kirchbach, Gleisdorf, Radkersburg, Mureck, Leibnitz, Arnfels, Deutschlandsberg, Eibiswald, Stainz, Mahrenberg, Marburg rechtes Drauufer, Marburg linkes Drauufer, Windisch-Feistritz). In der XI. Legislaturperiode saß er für den Wahlbezirk Steiermark 19 (Landgemeinden Leibnitz, Wildon, Kirchbach) im Abgeordnetenhaus.

## Klubmitgliedschaften
Franz Freiherr von Morsey war ab dem Jahr 1891 im Klub der Konservativen und ab Anfang Dezember 1896 im Klub der Katholischen Volkspartei. Ab 1901 gehörte er dem Zentrum-Klub an und ab 1907 war er bei der Christlichsozialen Vereinigung (katholisch-konservativ, 1907 christlichsozial).